# Sint-Lambertuskerk (Ekeren)
De Sint-Lambertuskerk is een kerkgebouw in Ekeren bij de Belgische stad Antwerpen. De kerk staat op de Ekerse Markt. Op ongeveer 150 meter ten noordwesten van de kerk staat het Hagelkruis Ekeren.
De kerk is gewijd aan Sint-Lambertus.

## Geschiedenis
In de 10e eeuw werd hier waarschijnlijk de eerste kerk gebouwd door graaf Ansfried. In 1251 werd de kerk voor het eerst vermeld. Ze was gebouwd op een uithoek van een bewoonde landtong die bij het bisdom Luik hoorde. Daarom werd ook gekozen voor een Luikse heilige. In 1492 werd ze getroffen door een brand. De kerk werd meermaals vergroot, waaronder in 1504-1506. In de periode 1623-1648 was ze als fort ingericht en eromheen een aarden wal aangelegd. Deze verdween in 1648. In de 1683 werd de kerk, op het metselwerk van de toren na, vrijwel volledig verwoest door een hevige brand. Een nieuw schip werd in 1696 gebouwd, waarvan het dak in 1697 gereed kwam. In 1687-1698 werd het transept gebouwd. In 1693 werden de toren en het koor verhoogd en kregen ze een plat dak. In 1910 werd het omheinde kerkhof rond de kerk geruimd en verplaatst naar de wijk Schriek. Daarbij bleven een aantal grafstenen en de grafkelder van de familie Plantin-Moretus bewaard. In 1911 kreeg de kerktoren een spits.

## Opbouw
Het georiënteerde bakstenen kerkgebouw op een zandstenen onderbouw bestaat uit een uitgebouwde westtoren met ingesnoerde torenspits, een driebeukig schip met vier traveeën in basilicale opstand, een transept van een travee met vlakke sluiting en een koor met drie traveeën en een vijfzijdige koorsluiting. De vierkante toren is opgetrokken in wit zandsteen, heeft vijf geledingen, spitsboogvormige galmgaten en heeft op de hoeken haakse steunberen. De kerk is voorzien van spitsboogvensters en op de viering bevindt zich een dakruiter. In de oksels van het koor met het transept zijn er zich rechthoekige sacristieën.